# Emma May Martin
Emma May Martin (Toronto, 3 de enero de 1865 - 10 de febrero de 1957) fue una pintora canadiense conocida por sus trabajos en acuarela, donde representa principalmente paisajes y escenas de naturaleza muerta. Martin también pintó ocasionalmente con óleo y sobre porcelana. 

## Trayectoria
Nació en Ontario, donde comenzó su aprendizaje en el mundo de la pintura de la mano su padre, el pintor Thomas Mower Martin, un conocido pintor paisajista. Su madre, Emma Nichols Martin fue la encargada de criar a nueve hijos, siendo Martin la mayor. Las cinco hijas y los cuatro hijos de la familia Martin vivieron su infancia rodeados por la música, la pintura y la escritura que se realizaba en su hogar, creciendo en un entorno eminentemente artístico. Martin y sus hermanos tuvieron tutores privados en la infancia, por lo que no fueron a la escuela pública. Martin estudió en la Toronto Art School, donde tuvo como profesores a los pintores Marmaduke Matthews y George Reid. La primera exposición de Martin fue en 1883 y desde entonces no dejó de hacerlo hasta sesenta años después. Como miembro de la Ontario Society of Artists, Martin también tuvo una larga carrera docente, especialmente en el campo de la acuarela. El primer contacto con la pintura que tiene Martin es gracias a su padre, Thomas Mower Martin, a quien se le atribuye el haberla introducido en esta disciplina y en darle su formación inicial.
Martin expuso sus acuarelas por primera vez en 1883, y en 1886 ya era una acuarelista reconocida en el circuito de exposiciones de arte canadiense. Exhibió su obra en el Museo de bellas artes de Montreal entre los años 1885-1915, la Canadian National Exhibition (Feria anual en la que mostraban avances en el mundo industrial y de las artes del país) entre los años 1890-1897 y la Real Academia Canadiense del 1887 al1913. Martin fue elegida como miembro de la Sociedad de Artistas de Ontario en 1889 y expuso en esta institución desde 1885 hasta 1925. Su famosa obra, Late Twilight, se exhibió en la Feria Mundial de Chicago en 1893. 
Gracias a los registros de los cientos de exposiciones en las que participó Martin, se conocen el nombre de muchas de sus obras, aunque hay poca documentación disponible. Martin trabajó principalmente en acuarela, representando principalmente paisajes y escenas de naturaleza muerta, finalizó una o dos pinturas al óleo, de las cuales no se conoce su paradero y algunos ejemplos de pintura china. 
Martin acostumbró a firmar todas sus obras, por lo que fue fácil conocer sus obras atribuidas., sin embargo, no solía fechar sus obras, por lo que es difícil conocer su progreso artístico. Martin solía pintar varias imágenes del mismo paisaje y las titulaba de manera similar, lo que dificulta rastrear el número exacto de sus obras; un ejemplo es que hizo hasta cuatro cuadros muy similares del río Ontonabee.  Tampoco fechaba las obras cuando las exponía en las diferentes exhibiciones en las que participó, lo que también ha hecho más difícil establecer una línea de tiempo cronológica de su trabajo. 

## Técnica
La técnica de Martin cambió notablemente según progresaba en su carrera artística. En sus primeros años, prefirió pintar escenas de naturaleza muerta y de representaciones florales. Estas escenas estaban llenas de colores brillantes y detalles definidos. Después, comenzó a pintar principalmente escenas de paisajes que contenían una suavidad única y borrosa. Esta técnica se cree que pudo haberla logrado con el uso de una esponja. Martin prefirió pintar sobre papel blanquecino apoyado en una pizarra, y normalmente usó el grafito para delinear sus imágenes antes de aplicar la pintura. 
Martin se preocupó por ver la naturaleza de primera mano para pintarla debidamente y por ello insistió en viajar a los lugares que deseaba pintar. Estuvo mucho tiempo estudiando elementos naturales específicos para recrearlos en sus pinturas. Debido a esta obsesión de ver lo que pintaba, Martin pintó muchas flores y árboles de su jardín personal. 

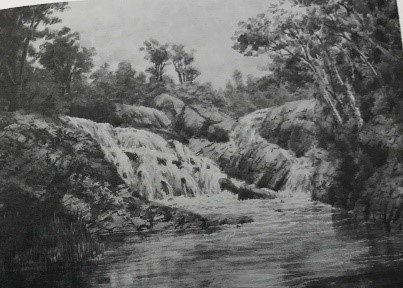
Una imagen pintada por Emma May Martin en 1920- Mcdonald's Creek cerca de Sparrow Lake

## Recepción de la crítica
Las críticas en los medios contemporáneos sobre los primeros trabajos de Martin coinciden en señalar que su estilo es igual que el de su padre, asociando siempre el nombre de Martin al de su padre, así, algún periódico de la éppoca llegó a afirmar que su padre puede estar orgulloso de lo que ha enseñado a su hija y del legado familiar que deja. Según fue progresando la carrera de Martin, empezó a ser vista como una artista separada de la influencia de su padre, se comenzó a reconocer su obra por su nombre y las reseñas de los periódicos ya no citaban a su padre . 
En general, el trabajo de Martin fue recibido con buenas críticas en su tiempo. Sus pinturas fueron elogiadas por el uso del color y el tratamiento general. También sus habilidades para el dibujo y el uso de la luz fueron valorados como unos de sus puntos más fuertes. Martin también recibió algunas críticas negativas, sobre todo centradas en señalar que tenía dificultades con la composición ya que solía crear escenas abarrotadas.

## Carrera docente
Junto a la pintura, Martin tuvo también una larga carrera docente. Enseñó pintura en el Presbyterian Ladies College de Toronto entre 1889 y 1910. También se cree que fue profesora en la Rosedale League Art School. Durante toda su carrera, Martin impartió clases privadas en su propio estudio y clases de dibujo al aire libre.

## Vida personal
Martin vivió en Toronto durante casi toda su vida y nunca se casó. Este hecho provocó que fuera la encargada de realizar los cuidados familiares que se le requería: primero ayudando a criar a sus hermanos y luego a sus sobrinas y sobrinos, y tras la muerte de su madre en 1911, también asumió el cuidado de su anciano padre. Todos estos compromisos familiares le dejaron poco tiempo para pintar. 
Martin tuvo una vida cómoda y desahogada debido a la posición económica de su familia y, por lo tanto, nunca tuvo que trabajar ni depender de las ventas de su obra de arte para ganarse la vida. Esto significó que solo pintara cuando el impulso le golpeaba y tenía tiempo. Martin trató su arte únicamente como un pasatiempo, incluso durante sus últimos períodos de éxito. 
A Martin le encantaba viajar y fue miembro del Rosedale Travel Club. Cuando sus deberes se lo permitían viajaba por Ontario y Quebec y ocasionalmente a otras partes de Canadá para pintar. Le gustó especialmente pintar el distrito de Muskoka (ubicado en la región central de Ontario) y la zona de Cantons-de-l'Est de Quebec. También hay documentados dos viajes a Europa, uno a Inglaterra y Escocia con Thomas Mower Martin en 1906, y uno en solitario a Inglaterra en 1925. En el primer viaje pintó muchas obras, que exhibió entre los años 1912 y 1928. 
La principal pasión de Martin, además de la pintura, fue la jardinería, y fue miembro de la Asociación de Horticultura de Toronto. También fue miembro de la Iglesia de Nueva Jerusalén y de la Canadian Authors Association. Martin también desarrolló una faceta, desconocida para muchos, que fue la escritura de sonetos y poemas, de los que solo se conservan algunos pocos en la actualidad. 
Martin continuó exhibiendo su obra hasta 1943, cuando tenía más de setenta años. Después de retirarse de la pintura, pasó gran parte de su tiempo trabajando en el jardín e investigando la genealogía de su familia. Su salud comenzó a fallar en la década de 1950, cuando se mudó a Montreal, Quebec, para vivir con una de sus hermanas menores. Martin murió en Montreal el 10 de febrero de 1957 a la edad de 92 años.

## Legado
A día de hoy, la mayoría de obras de Martin no se exhiben en ningún lugar ya que pertenecen a colecciones privadas, por ello, no está claro cuál es la localización de la mayoría de ellas. Su obra, Summer Landscape with Geese, se encuentra en la colección pública de la Galería de Arte de Windsor. En 1980, se realizó una exposición individual póstuma, llamada: Water Colors de E. May Martin, en la Galería Robert McLaughlin de Oshawa. Esta fue la única exposición dedicada íntegramente a las obras de Martin.